# 二千円紙幣
二千円紙幣（にせんえんしへい）は、現在流通している日本銀行券の1つ。二千円札（にせんえんさつ）、二千円券（にせんえんけん）ともいわれる、額面2,000円の紙幣であり、紙幣券面の表記は『弐千円』である。
これまでに発行された二千円紙幣は、2000年（平成12年）より発行が開始されたD号券（D券）の一種類のみで、2025年（令和7年）現在も法定通貨として有効で市中で流通している。ただし、2004年（平成16年）以降は増刷されておらず、後述の事情から、沖縄県内など一部地域では流通しているものの、他の地域ではほとんど使用されていない状況にあり流通量はごく僅少である。

## D号券

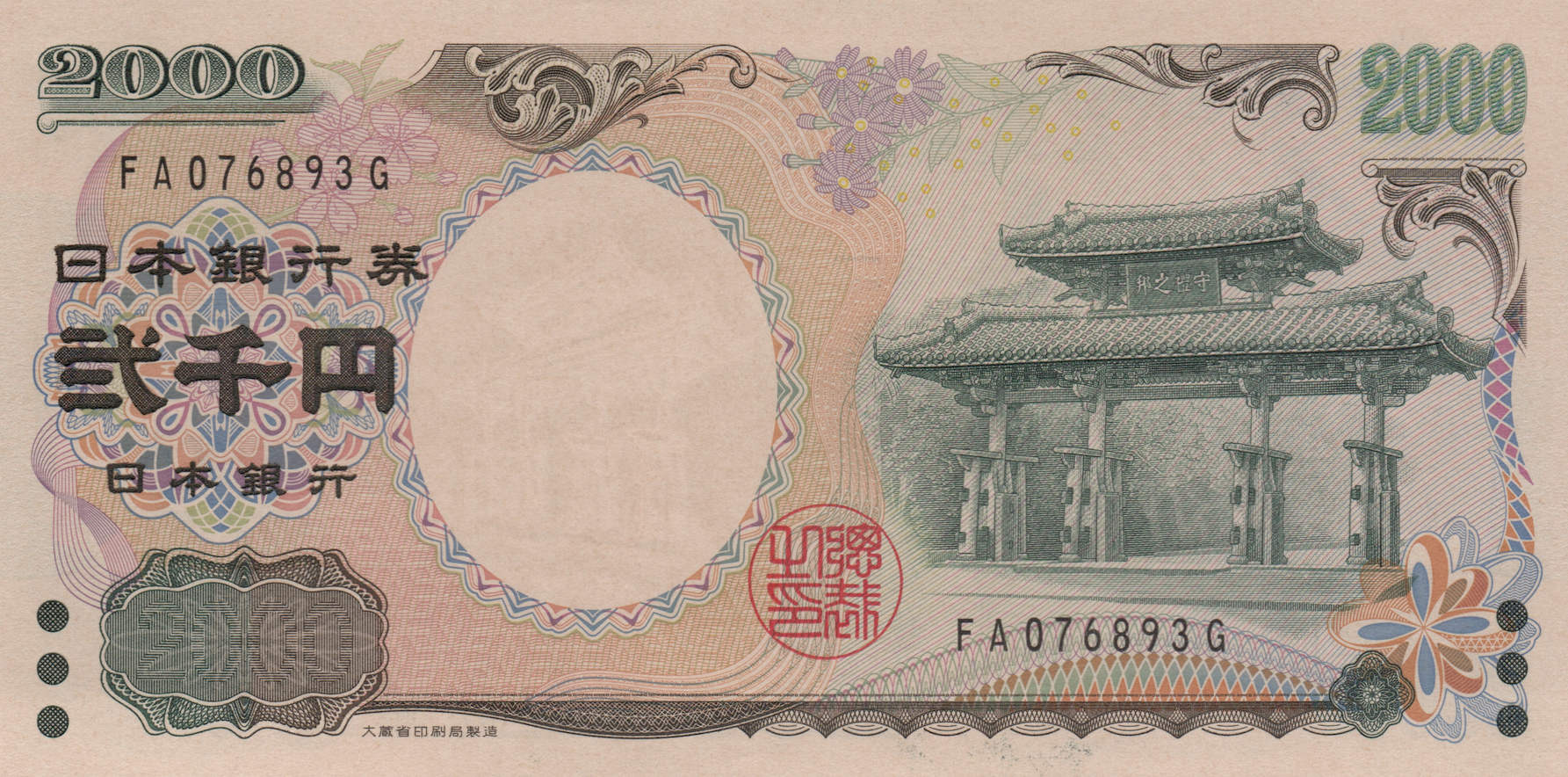
表面

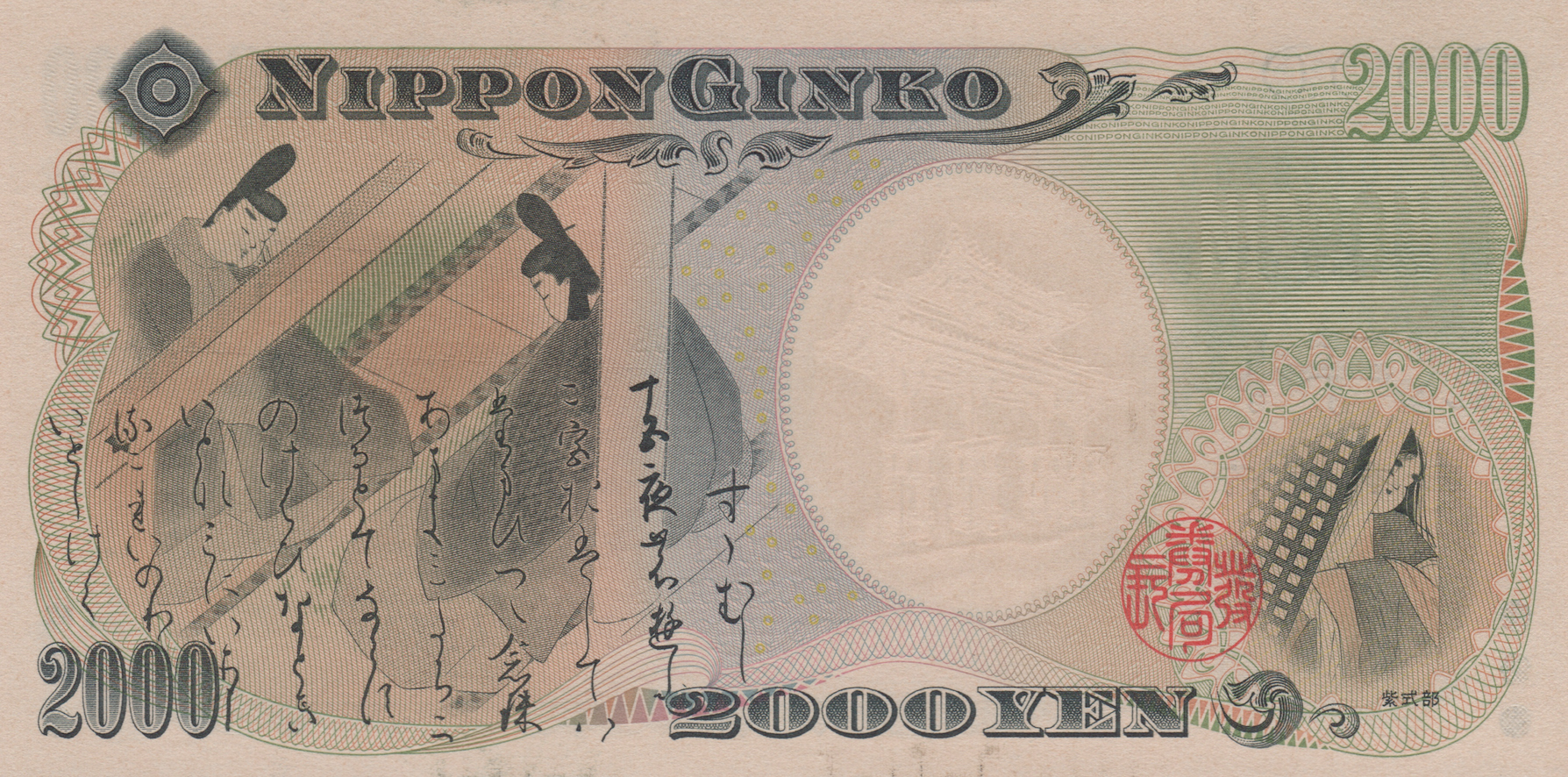
裏面

D券とも呼ばれる。2000年（平成12年）4月26日の大蔵省告示第117号「平成十二年七月十九日から発行する日本銀行券二千円の様式を定める件」で紙幣の様式が定められている。主な仕様は下記の通り。
- 日本銀行券
- 額面 弐千円（2,000円）
- 表面 守礼門[6]
- 裏面 『源氏物語絵巻』第38帖「鈴虫」の絵図（光源氏、冷泉院）と詞書（ことばがき）、および作者の紫式部の図柄[6]
- 印章 〈表面〉総裁之印（特殊発光インキ）　〈裏面〉発券局長（特殊発光インキ）
- 銘板 大蔵省印刷局製造
- 記番号仕様
  - 記番号色 黒色
  - 記番号構成 記号：英字1 - 2文字＋通し番号：数字6桁＋記号：英字1文字[注釈 1]
- 視覚障害者用識別マーク 丸印が縦に3つ（深凹版印刷、左下隅・右下隅）
- 寸法 縦76mm、横154mm[6]
- 製造実績

  - 製造枚数 880,000,000枚[7]
- 発行開始日 2000年（平成12年）7月19日[6]
- 発行中（製造は終了）[1]
- 有効券[1]

### 紙幣の様式

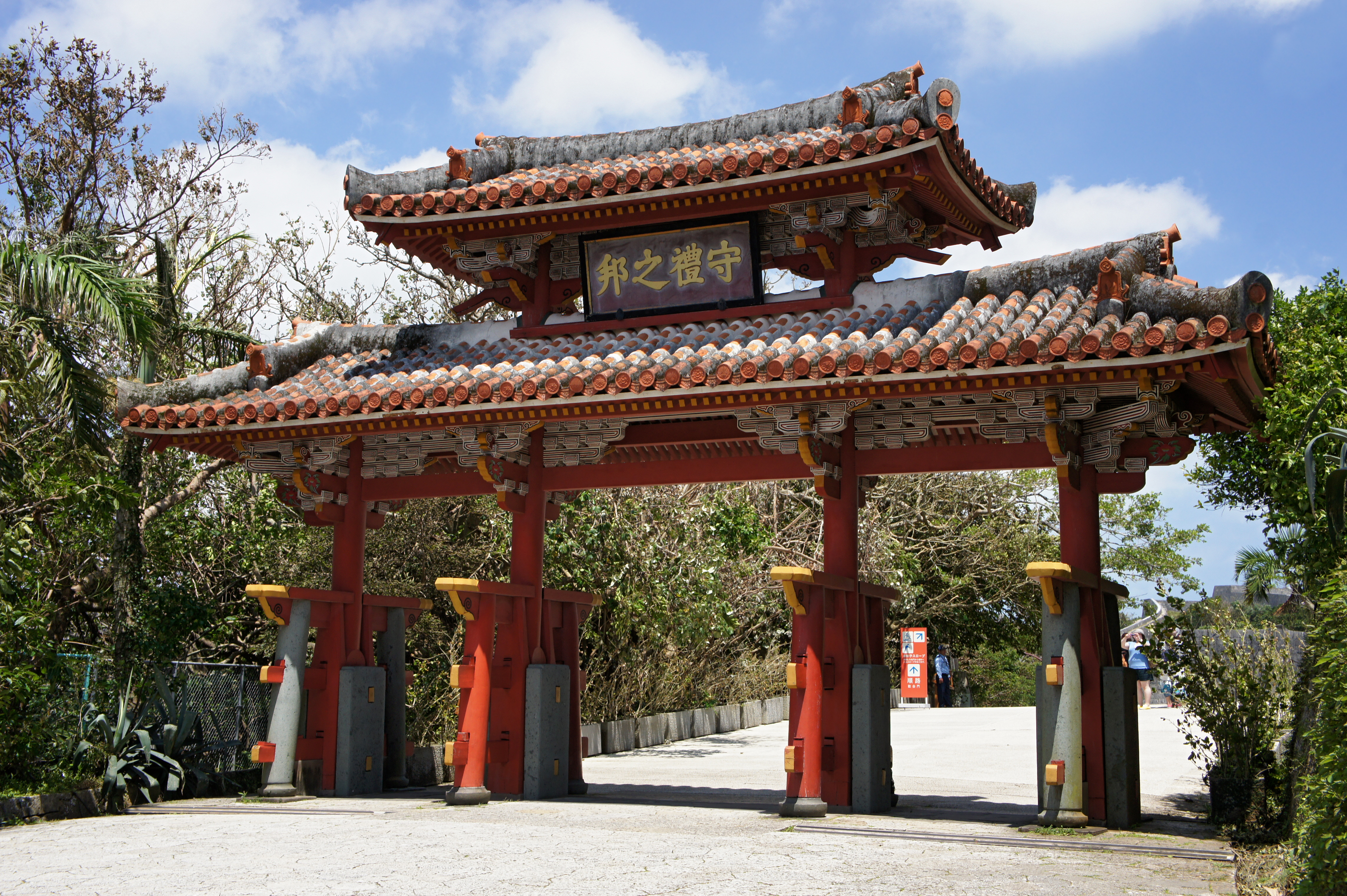
守礼門

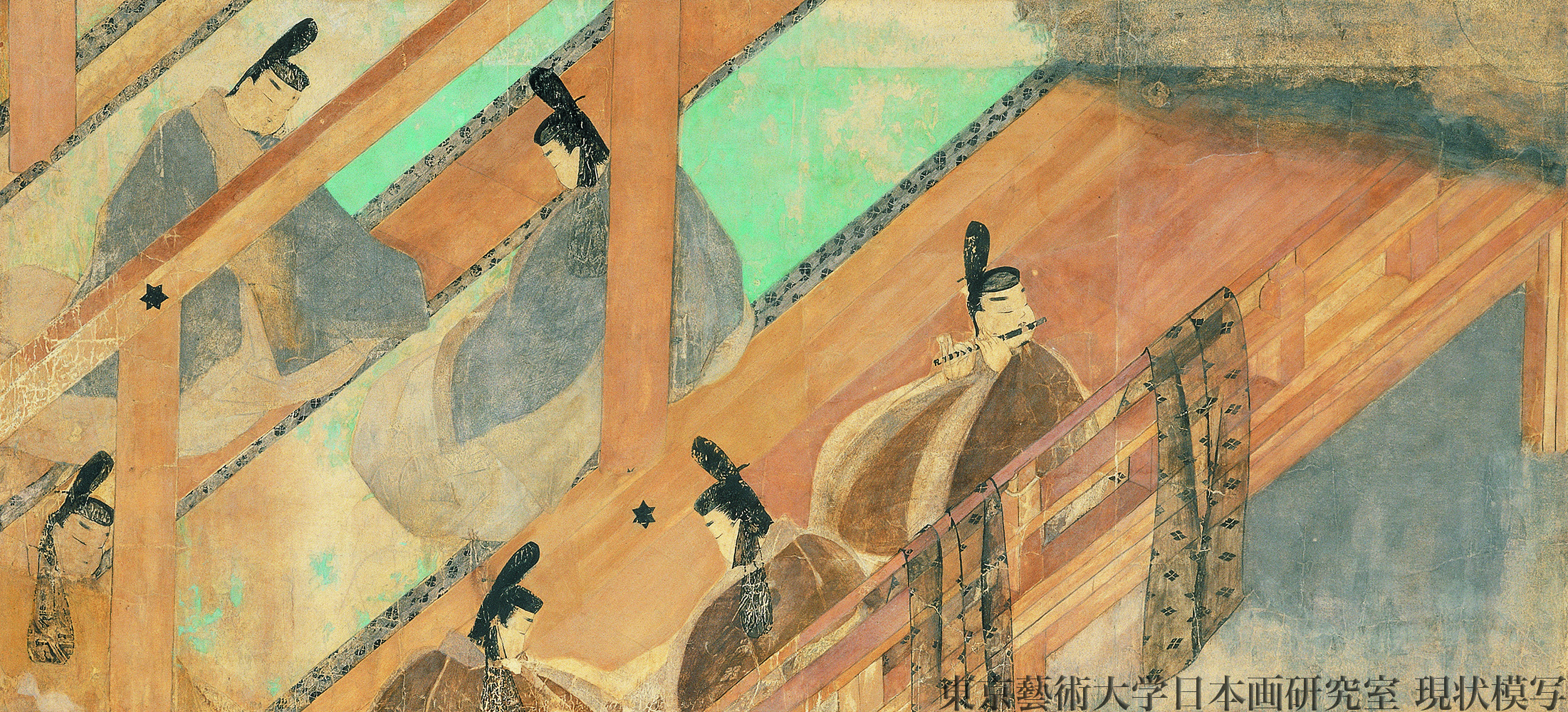
『源氏物語絵巻』第38帖「鈴虫」2番目

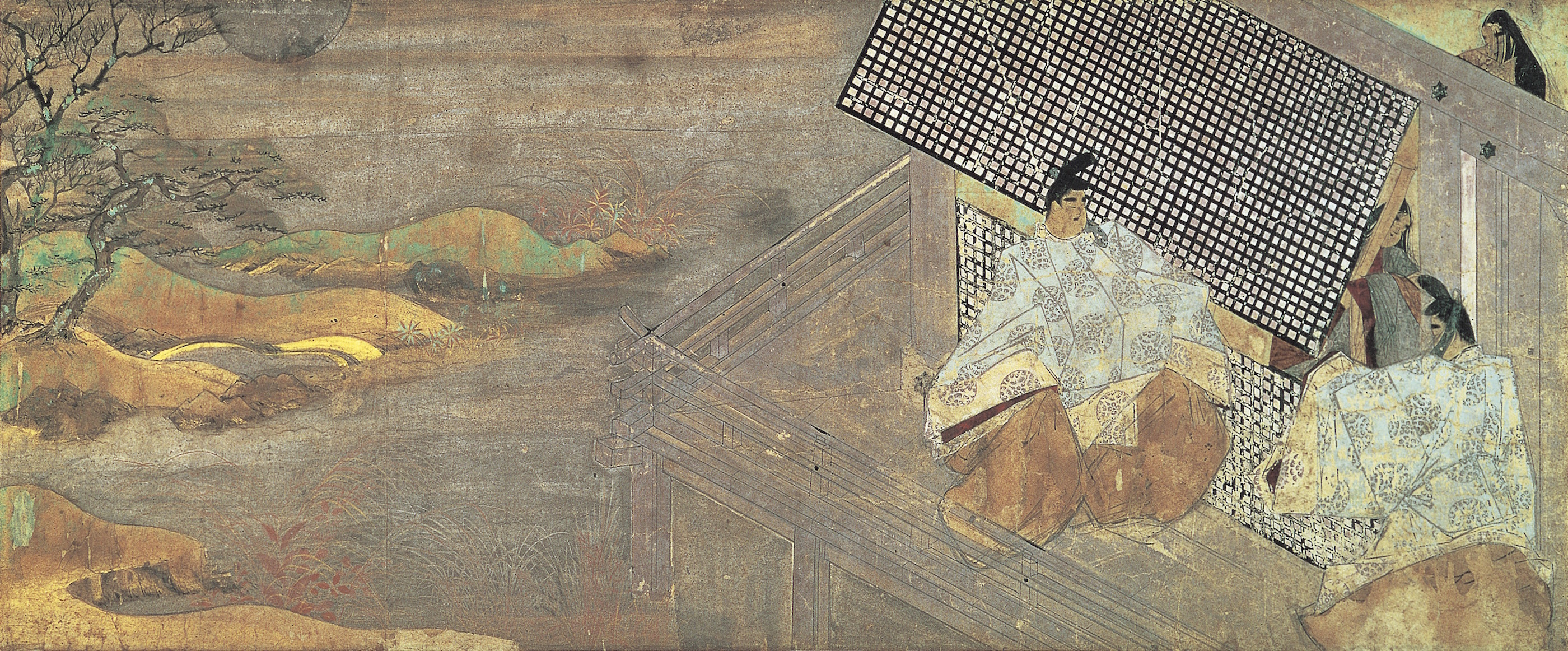
『紫式部日記絵巻』第1段

表面右側には沖縄県那覇市にある沖縄県指定有形文化財の首里城守礼門が描かれており、地模様として上部に山桜と野紺菊があしらわれている。裏面には、透かし部分の空白左側に『源氏物語絵巻』第38帖「鈴虫」第2場面の絵図から採られた光源氏（右側）と冷泉院（左側）が向かい合う図柄に重ねて、「鈴虫」の詞書の一部分（詳細は後述の「#裏面の詞書」を参照）が、空白右側には『紫式部日記絵巻』第1段から採られた『源氏物語』の作者である紫式部が藤原実重と藤原成房に抗議するために蔀戸を上げている図柄が描かれている。
表面に人物肖像が用いられなかったのは1946年（昭和21年）から1947年（昭和22年）にかけて発行開始されたA号券以来である。この理由は、紙幣の原版彫刻に相当の時間を要する本格的な人物肖像と比べ、建築物や絵巻物の図柄を採用することにより考証や制作が短時間で実施でき、加えて、難航することが想定される人物肖像の選定も回避できるためである。第26回主要国首脳会議（沖縄サミット）開催直前に発行することが大前提であったものの、二千円紙幣の発行決定が発行開始日のおよそ1年前であり、通常よりも短期間で発行準備を完了させなければならない状況であったためこのような対応がとられた。
視覚障害者が触覚で券種を識別できるようにした識別マークについてはD一万円券、D五千円券、D千円券で採用されていた透かしによるものから変更され、紙幣の表面下端の左右に深凹版印刷によりインクを盛り上げて凸凹を感じられるようにした方式が取られている。D二千円券には点字の「に」を模した「丸印が縦に3つ」の識別マークが施されている。また国立印刷局によりスマートフォンで金種の判別・読み上げができるアプリ「言う吉くん」を提供されている。
透かしは表面の図柄と同じ守礼門だが、別の角度から見たものとなっている。さらに守礼門に掲げられた扁額に記された「守禮之邦」の文字が透かしによるマイクロ文字となっている。
D二千円券発行開始当時の五千円紙幣であるD五千円券と比較すると、長辺の長さの差は1mmしかない。これは1984年（昭和59年）のD号券登場時には二千円紙幣の登場を想定しておらず、寸法の余裕を持たせていなかったことによるものである。2004年（平成16年）から発行されているE五千円券との長辺の長さの差は2mmとなっているが、これは二千円紙幣導入後に発行開始されたE五千円券ではD二千円券との識別性を考慮し、D五千円券よりも寸法が若干拡大されたためである。
使用色数は、表面では15色（内訳は凹版印刷による主模様（光学的変化インク含む）4色、地模様9色、印章1色、記番号1色）、裏面では7色（内訳は凹版印刷による主模様1色、地模様5色、印章1色）となっており、現在発行中の、また歴代の日本銀行券の中で最もカラフルな券面となっている。
D二千円券は2000年度（平成12年度）および2003年度（平成15年度）にのみ製造されているが、日本銀行券の製造元である印刷局がこの期間に2度組織改編されており、1度目は中央省庁再編により2001年（平成13年）1月6日に「大蔵省印刷局」から「財務省印刷局」に、2度目は2003年（平成15年）4月1日に独立行政法人化されて「国立印刷局」に変更されている。しかしながら、D二千円券の銘板の記載は発行開始時から変更されなかったため、「大蔵省印刷局製造」のものしか存在しない。
世界の紙幣カタログなどには記念紙幣として扱われている場合もあるが、法律上は日本銀行法第46条および第47条、並びに日本銀行法施行令第13条の規定により発行された、恒久的な通常の日本銀行券であり、記念紙幣ではない。

### 裏面の詞書
当時の大蔵省印刷局の発表によれば、『源氏物語絵巻』の「鈴虫の巻」の詞書である。ただし、すべての文章が描かれているわけでなく、デザイン上の関係で詞書の上半分だけが描かれており、文章としては読めない。変体仮名が多用されているが、本則仮名で表記した表示部分は、以下の通りである。太字で表記した部分がD二千円券裏面に描かれた部分である。原文には濁点がないが、以下の文には、便宜上踊り字と濁点を付けることとする。
なおこの部分の紙幣上の印刷は背景の人物像の上に重ね刷りしたかのように見えるよう、特殊な凹版彫刻による印刷が行われている。

### 偽造防止技術
D二千円券には、それまでになかった下記のような偽造防止技術が多数採用されている。
発行当時は複写機、イメージスキャナ、コンピュータの画像処理ソフトウェアなどの普及・高性能化を背景にこれまでになかったスキャナ、プリンターなどを使用した偽造券が海外で増え始めており、日本に波及することを未然に防ぐために下記のような新たな偽造防止技術が採用されている。諸外国では新たな偽造防止技術を盛り込んだ紙幣が1990年代末期以降次々と発行されており、加えて2002年（平成14年）からは最先端の偽造防止技術を多数盛り込んだユーロ紙幣が発行されることとなっていた。
さらにこの当時五百円硬貨では、偽造・変造硬貨が多数使用されて社会問題となっていた背景もあり、これらの事情から、1980年代に発行開始された旧世代の紙幣の発行を続けていた日本が国際的な偽造団による標的となる恐れがあることを踏まえ、これらの新技術を早期に実用化する必要性が求められていた。
深凹版印刷

凹版印刷刷版の凹部をさらに深くし、結果として券に転写されたインクを触って凹凸が分かるほどに盛り上げられている印刷である。表面の漢数字とアラビア数字による額面表示、「日本銀行」「日本銀行券」の文字、後述の「潜像模様」等に用いられている。視覚障害者が触覚で容易に券種を識別できるよう、券の左右下端に配置された視覚障害者用の識別マーク（点字の「に」を模した「丸印が縦に3つ」）も、この技法で印刷されている。
潜像模様
深凹版印刷技術の応用であり、印刷されたインクの縞状凹凸により表現される模様。券を傾け入射角を大きくして見ると、より明瞭にその模様が目視できるもの。券の表面左下部に額面金額「2000」の文字として、また裏面に「NIPPON」の文字として印刷されている。
パールインク
見る角度によってピンク色の真珠様光沢を目視できるインクを用いた印刷。券の左右両端に配置されている。
ユーリオン
銀行券のデジタルデータ画像を、画像処理ソフトウェアやカラー複写機が検出しやすくするために描かれたシンボル。
光学的変化インク（OVI）
表面右上にある額面金額は、券を見る角度によって紫色、青緑色等に色が変化して見える。
この他に1993年（平成5年）12月1日のミニ改刷後のD号券で採用されていたマイクロ文字および特殊発光インキも継続して採用されている。凹版印刷のマイクロ文字は文字の大きさが従来と比べて一段と小さくなっており、ドライオフセット印刷部分にもマイクロ文字が導入され、それについては大小取り混ぜた形となっている。特殊発光インキ（紫外線を照射すると蛍光を発するインク）は表側の「総裁之印」（オレンジ色発光）及び裏側の「発券局長」（赤色発光）の印章に採用されている他、表面の地模様の一部も黄緑色に発光するようになっている。
上記の技術のうち光学的変化インクを除く全ての技術は、2004年（平成16年）発行のE号券（E一万円券、E五千円券、E千円券）、及び2024年（令和6年）発行のF号券（F一万円券・F五千円券・F千円券）にも採用されている。

### 記番号エラー紙幣
紙幣表面の左上と右下に印字されている記番号は同一である。しかし、D二千円券には印刷ミスにより左上の記番号の1桁目のアルファベットが「J」、右下のそれが「L」となっているエラー紙幣、通称「JL券」が存在する。それは数万枚製造され、発覚後すぐに回収がなされたが約9,000枚が未回収であり、うち約5,000枚が主に関西方面に出回ったとされる。通貨としては有効であるが、収集家の間では高値で取引されている。

## 経緯

### 発行に至るまでの経緯と背景
第26回主要国首脳会議（沖縄サミット）と西暦2000年（平成12年）（ミレニアム）をきっかけとして、1999年（平成11年）に当時の小渕恵三内閣総理大臣の発案によるもので、2000年（平成12年）7月19日に森内閣の元で発行された。
なお、糸井重里はエフエム東京『サントリー・サタデー・ウェイティング・バー』にて、自身が二千円紙幣の発案に関わっていると語っている。
榎本了壱も、糸井も審査員を務めるビックリハウスの御教訓カレンダーに届いた「二千円札が出まわっていますのでご注意ください」という作品をヒントに、大蔵省職員などの伝手を辿って鳩山由紀夫にプレゼンし、超党派の若手議員を集めて実現を図ろうとしたが、同省内のニュースになり、第2次小渕内閣の目玉商品として発表されてしまい、小渕首相から電話を受けたと著作で述べ、企画案を掲載している。
1946年（昭和21年）の新円切替後、初の「1」と「5」以外の単位の通貨であること、建築物が表面の主模様となるのは1946年（昭和21年）発行のA十円券以来で表面のデザインが人物肖像でないこと、さらにこれまでになかった最新の偽造防止技術が多数採用されていることなどにより、発行前から注目を浴びこの時点では一般大衆からの反応は比較的良好であったが、後述のような経緯や背景から沖縄県以外では普及は進んでいない。
なお、二千円紙幣の発行を企画した当時の内閣総理大臣であった小渕恵三本人は、実物の発行を見届けることなく2000年（平成12年）5月14日に脳梗塞で急死した。発行時には、記号番号「A000003A」が、妻の小渕千鶴子に贈呈された。また発行開始のきっかけとなった第26回主要国首脳会議の出席者にも若い記番号の紙幣が記念品扱いで贈呈されている。

### 発行開始以降の動向
発行後には、久し振りに発行された新紙幣の物珍しさもあって銀行の窓口に両替依頼が殺到したこともあり、当初は広く一般的に利用されると予想されたものの、一時的な流行を過ぎると流通・使用は低調になった。第26回主要国首脳会議（沖縄サミット）と西暦2000年（平成12年）（ミレニアム）をきっかけに発行されたという面が必要以上に強調されたこともあり、記念紙幣と思い込んだ人々によって相当の枚数が退蔵されることとなった。
2000年（平成12年）秋から翌年12月までは、異例ながら日本銀行本支店の窓口で二千円紙幣への両替を受け付け、大蔵省（現・財務省）や日本銀行の職員に現金で給与を支給する際には二千円紙幣を含めるなど、二千円紙幣の流通量を増やすための努力も始められた。
D二千円券の製造枚数は8億8千万枚となっているが、その内訳は2000年度（平成12年度）に7億7千万枚、2003年度（平成15年度）に1億1千万枚となっている。しかし2004年（平成16年）度以降は製造されておらず、2010年（平成22年）には、大量の二千円紙幣が日銀の金庫に保管されたままの状態になっている。
2004年（平成16年）にはE号券が発行され、二千円紙幣以外の紙幣が一新されるのを機に普及することも期待されたが、それでも浸透するに至らなかった。流通量のピークであった2004年（平成16年）8月末には、5億枚強が流通しており、この時点での流通枚数は五千円紙幣を上回るほどであったが、わずか3年後の2007年（平成19年）の二千円紙幣流通枚数は約1億5千万枚に減少しており、既に発行されていない五百円紙幣（2億2千万枚）よりも少なかった。その後、2014年（平成26年）からは1億枚を下回るようになり、2024年（令和6年）5月末時点では9,700万枚に留まり、一万円紙幣の112億枚、千円紙幣の43億枚、五千円紙幣の7億枚には遠く及ばない状況である。一方で日本銀行発券局は二千円紙幣の流通促進を訴え続けている。
2019年（平成31年）4月には、2024年（令和6年）に一万円・五千円・千円がF号券に改刷されること発表されたが、二千円紙幣は「流通枚数が少ない」ことや「日本銀行に保管されている未使用の在庫が無駄になる」との理由で刷新の対象にならなかった。

### 沖縄県における状況
沖縄県を除く日本国内では前項の通りほとんど流通していない状況であるが、二千円紙幣の表面に描かれた守礼門を擁する沖縄県では状況が異なっている。
二千円紙幣にゆかりの深い沖縄県では沖縄県庁と経済界が一丸となり、盛んに二千円紙幣の普及キャンペーンが行われて流通が促進されたこと、本土復帰以前は20ドル紙幣を含む米ドル紙幣が法定通貨であったこともあり、流通量は上昇傾向にあり他都道府県に比較して多く出回っている。
2020年（令和2年）7月時点で、二千円紙幣の流通量は全国で約9,700万枚で、2004年（平成16年）頃をピークに減少傾向にあるが、これに対して沖縄県ではその内約700万枚が出回っており、一貫して増加傾向にある 。全国での流通量は減少し続けている反面、2024年（令和6年）には沖縄県内での二千円紙幣の流通量が800万枚を超え、発行当初と比較するとおよそ5倍に増加している。
沖縄県観光振興課が更なる流通促進に本腰を入れており、県民の一人あたりが複数枚を所持して日常的に使用する・県外にも持参して積極的に使用するよう呼び掛けている。企業や団体に対しても二千円紙幣の利用可能な現金自動預け払い機 （ATM）の設置を推奨したり、二千円紙幣使用者への特典やサービスを行う試みを促している。そのため、他県とは異なりATM等の紙幣取扱機器でも利用し易い環境が整っている状況となっており、県内の金融機関に設置されたATMでは二千円紙幣を優先して出金することが選択できるようになっている。また、県外からの観光客が沖縄土産として二千円紙幣を要望する場面も少なからずあるため、二千円紙幣を釣銭として常備している商店も存在している。
二千円紙幣には首里城守礼門が印刷されているが、首里城が2019年（令和元年）10月の火災で正殿等の多くの建物が全焼した（守礼門は城から離れた場所に建っているため無事だった）のを受け、2020年（令和2年）2月、沖縄県銀行協会は、琉球銀行を始めとした沖縄県を拠点とする6銀行で、二千円紙幣の流通額に応じてその0.1％を首里城再建に当てる寄付金制度を実施し、2021年（令和3年）まで受け付け計316万円が寄付された。この首里城火災も相俟ってか、県内での二千円紙幣の流通枚数は2019年（令和元年）以降も継続して増加している。

## 普及しない現状とその理由

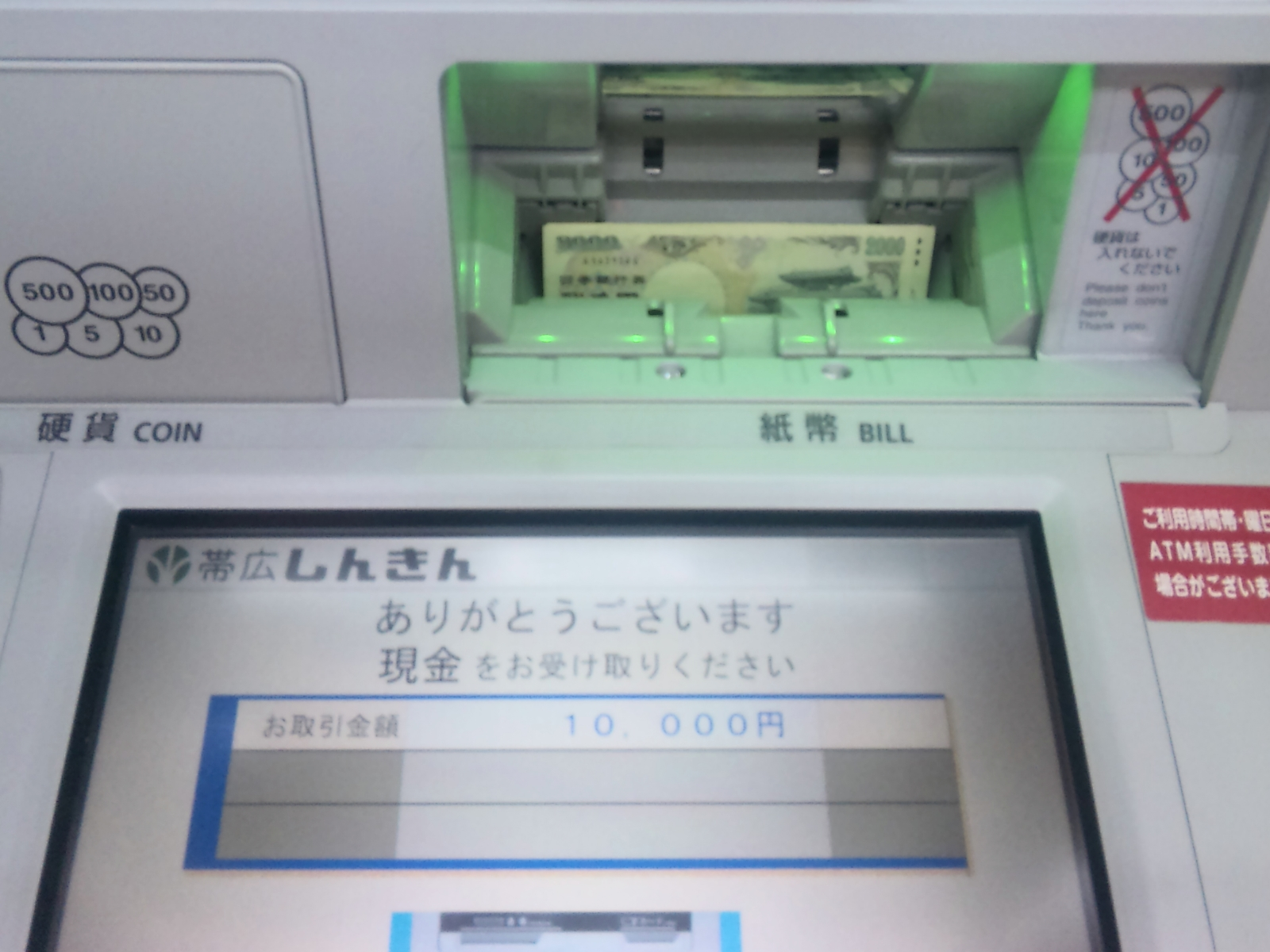
2000円紙幣5枚を出金するATM
（帯広信用金庫、2010年（平成22年）6月19日撮影、2012年（平成24年）8月をもって取扱いを廃止）

### 利用環境
発行開始当初は一部の自動販売機メーカーなどが当分の間自動販売機の二千円紙幣対応を行わないことを明言するなど、発行開始当初の紙幣取扱機器の対応状況は十分と言えるものではなかった。金融機関の現金自動預け払い機（ATM）や自動販売機での利用環境が整わず使用できなかったことや、一般商店のレジにも二千円紙幣を収納する場所が存在せず釣銭として払い出されなかったことなどが二千円紙幣の普及を阻害する要因となったとされる。
以降の紙幣取扱機器の状況については、後述の「#紙幣取扱機器の対応状況」を参照のこと。
二千円紙幣は2000年（平成12年）の発行開始以降継続して発行中の現行紙幣であるため、銀行等の金融機関では、二千円紙幣の在庫があれば窓口で出金・両替する際に入手することができる。みなと銀行では支店によっては定期的に新券を補充している。
また、日本銀行の本支店窓口において損傷現金引換や国庫金納付の釣銭等で一般客が現金を受け取る場合、最小枚数となる組合せで支払うルールとなっているため、その金額によっては二千円紙幣が含まれることになる。
なお、二千円紙幣を含む日本銀行券には日本国内で法定通貨として無制限に通用する強制通用力が付与されていることから、代金や釣銭として支払われた二千円紙幣を「見慣れない」、「機械が対応していない」、「取扱いが面倒」等の理由によって受取拒否することはできない。

### 紙幣取扱機器の対応状況
以下のような状況から、利用環境がそれなりに整備されており一定枚数が流通している沖縄県内を除くと、二千円紙幣の釣銭による入手は、対面支払いの場合・各種機器による支払いの場合ともにほぼ期待できず、二千円紙幣を入手するには基本的には金融機関の窓口で在庫を確認したうえで二千円紙幣を指定して出金または両替する必要がある。このことが二千円紙幣の普及を阻害する要因であり、加えて流通量が極めて少ないことが紙幣取扱機器の二千円紙幣対応を滞らせる原因でもあるため、利用しづらい状況に一層拍車がかかる悪循環となっている。2022年（令和4年）の衆議院財務金融委員会においても、ATMや自動販売機での利用環境が整わなかったことが二千円紙幣普及の阻害要因であることが財務省により答弁されている。

#### 自動販売機・自動券売機
自動販売機などにおいては、一般的に千円紙幣のみ使用可能とする物が多い中、それなりに二千円紙幣が流通している沖縄県では二千円紙幣の使用が可能となっている仕様の物が存在する。また自動券売機においては低額紙幣専用機種であっても、千円紙幣とならび二千円紙幣にも対応している機種が存在する（フジタカFK-CX・芝浦KB-160NNなど）。
鉄道駅や飲食店の券売機など、支払い額が比較的高額になる自販機では使用できる場合が多いが、飲料等の自販機においては機械自体は二千円紙幣に対応しているものの、ベンダー側で受け付けないように設定していることが多く専ら使用できない。
鉄道の券売機の場合、入金は出来ても出金（釣銭使用）できないものがある。例えば小田急電鉄の券売機は入金は可能だが出金が不可となっている。しかしながら、同じメーカー機種を使う京王電鉄は出金にも対応している。都営地下鉄、日暮里・舎人ライナーなどの券売機も入出金に対応。なお釣銭として排出されないように設定されている背景としては、二千円紙幣を排出すると利用者からの苦情の原因となるため、クレーム対策として行われている側面もある。

#### 現金自動預け払い機（ATM）・両替機
コンビニエンスストア以外に設置されている現金自動預け払い機 （ATM）では、琉球銀行、沖縄銀行、沖縄海邦銀行 およびみちのく銀行、横浜銀行のATMにおいて、二千円紙幣の出金を選択することができる（ただし、横浜銀行のATMでは、有人支店に設置しているATMが対象で、対象支払機は1台のみだったが、現在は全店舗出金しなくなったと思われる）。また、近畿大阪銀行および帯広信用金庫のATMでも同様の機能を設定していた時期がある。
ATM以外では支店によって異なるが三菱UFJ銀行、三井住友銀行、みずほ銀行、静岡銀行、常陽銀行、筑波銀行、京都信用金庫などに設置されている両替機において二千円紙幣の出金を選択することができる（三菱UFJ銀行と三井住友銀行の新両替機は非対応でみずほ銀行の新両替機は一部支店が対応）。茨城県の指定金融機関でもある常陽銀行では、茨城空港における那覇空港への定期航路の運航開始を受けて、沖縄旅行での二千円紙幣の使用を勧めており、沖縄県以外の本土の銀行では珍しく二千円紙幣の普及促進活動を行っている。
ローソンATMやイーネットでは、ATMの小型化によって、紙幣の収納スペースが少ないことと、二千円紙幣は千円紙幣の2倍の金額を格納でき紙幣切れが起こりにくいなどの理由から、二千円紙幣を格納し優先的に出金していた（なお千円紙幣も引き出される仕様となっているため、例えば8,000円を引き出した場合、二千円紙幣×4枚ではなく二千円紙幣×3枚と千円紙幣×2枚という組み合わせで引き出される）。しかし沖縄県以外では、2019年（平成31年/令和元年）現在、二千円紙幣を出金しない最新型のATMにほぼ全て取り換えられており、二千円紙幣を出金する旧型のATMはほぼ消滅している。
なお、二千円紙幣が出金できないATMであっても、二千円紙幣の入金についてはほとんどのATMが対応している。

#### キャッシュレジスター・自動釣銭機
商店の自動釣銭払出機能のないキャッシュレジスター（レジ）の場合、当初は二千円紙幣の収納場所が用意されていなかったため、二千円紙幣で支払を受けるとレジの金庫の小銭入れの下にある一万円紙幣の収納場所に収納してしまうケースが一般的であった。そのため、支払で使用された二千円紙幣は釣銭として市中で流通せず、そのまま金融機関に還流してしまう状況となっていた。
自動釣銭払出機能のあるレジでは、二千円紙幣の入金に対応している機種と対応していない機種（ごく一部）があるため、対応していない場合は、店側で一旦千円紙幣2枚に交換する、あるいはデータ上で2,000円入金したことにするなどの対応がなされたりする場合がある。
自動釣銭機においては、一部の機械を除いて使用可能である。使える釣銭機の例としては、グローリー製のrt-300シリーズ、rt-380シリーズ等、富士電機製のECS-77、ESC-777等、NEC製のFAL2、FAL3等、東芝テックのVITESE-330シリーズ等である（ただし、NEC製と東芝テックの釣銭機は出金はできない）。
一方でローソンやミニストップで使われているグローリー製のRAD-r03は使用ができない。また、ユニクロやGUでのセルフレジでは、機械が受け付けないように設定されている。

### 日本国外との比較
アメリカ合衆国の20米ドル紙幣などは、中額紙幣として市中での流通量が特に多いことから、日本でも二千円紙幣が同様の役割を果たすことが期待されていた。
当時世界で紙幣を発行していた国や地域のうち7割以上で「2」の単位の紙幣が発行されており、主要先進国においてはアメリカでは20米ドル紙幣が流通枚数の25％、イギリスでは20ポンド紙幣が34％、フランスでは200フラン紙幣が32％、ドイツでは20マルク紙幣が17％と、いずれも最多の流通枚数を占めていた。一方で日本では紙幣の流通枚数のほとんどを一万円紙幣と千円紙幣が占めており、そのうち一万円紙幣が特に多い。中額面の五千円紙幣の流通は非常に少ない状態であるため、市中に流通する紙幣の偏った券種構成を改善できる可能性があると見られていた。
だが、現実には二千円紙幣は流通量が非常に少ない紙幣となっている。他方、二千円紙幣発行開始後も一万円紙幣の流通枚数は増加する一方であり、2018年（平成30年）時点での日本の紙幣流通枚数に対する一万円紙幣の割合は89%に及ぶ。最高額面の券種が大半を占める反面、二千円紙幣や五千円紙幣といった中額面紙幣の流通枚数が極端に少ないが、このような傾向は主要先進国の中では日本のみであり日本以外ではあまり見られない。
日本で二千円紙幣が普及しない理由について、数学者の西山豊は「東西における奇数と偶数の文化の違いがあるのではないか」と考察している。結婚式の祝儀は1万円、3万円、5万円と奇数の場合が多く、2や4などの偶数は「2」で割り切れる、つまり「割れる」「別れる＝分かれる（分裂）」という意味に通じるため、縁起の悪い数として避けられる。そのため、2万円にするなら一万円紙幣1枚と五千円紙幣2枚の合計3枚にする等の俗習が存在する。
しかしアジア圏に目を向けると、中華民国（台湾）にも2,000元紙幣・200元紙幣・20元硬貨があるがあまり流通していないものの、中華人民共和国の20元紙幣、ベトナムの2,000ドン紙幣・2万ドン紙幣・20万ドン紙幣、フィリピンの20ペソ紙幣、タイの20バーツ紙幣は広く一般的に流通している。欧米圏においても、アメリカでは2ドル紙幣はほとんど流通しておらず、さらにヨーロッパのユーロ圏では20ユーロ紙幣以上に50ユーロ紙幣が広く使われており最多の流通枚数を占めることから、「東洋では奇数、西洋では偶数が好まれるため文化圏により普及状況が異なる」という西山の考察は実態に即しておらず、正しくないことが窺える。
なお、前述の通り沖縄県では例外的に二千円紙幣が広く使用されている。理由として、沖縄県庁と経済界が一丸となって二千円紙幣の流通促進を行った他、アメリカによる沖縄統治時代にアメリカ合衆国の20米ドル紙幣を使い慣れていた歴史があるとの仮説もある。

## その他二千円紙幣に関する事項
- 紙幣に表記されている「弐」は大字であり、過去の紙幣ではよく採用されていたが、発行中の紙幣で大字が記されている紙幣は、当券と一万円紙幣（壱万円）のみである[注釈 13]。これは日本の法令上大字を使用することが規定されているのが壱、弐、参、拾のみであり[56][57][58][59][60]、この条件に該当する紙幣がここに挙げたもののみだからである。
- 過去には明治初期から第二次世界大戦終戦直後にかけて、紙幣では二百円紙幣、二十円紙幣、二円紙幣、二十銭紙幣が[61]、硬貨では二十円硬貨（金貨）、二円硬貨（金貨）、二十銭硬貨（銀貨）、二銭硬貨（銅貨）が法定通貨として発行されていた[62]。これらは現在では全て通用停止になっているため、この二千円紙幣は日本の法定通貨（紙幣・硬貨）のうち「1」と「5」以外の単位として現在有効な唯一のものである[63]。
- 音楽評論家・指揮者の宇野功芳や新聞記者・政治評論家の橋本五郎のように「むしろ五千円札のほうが不便であり、二千円札は使いやすく美しい」（宇野）[64]・「二千円札に込められた思いやデザインの美しさ、便利さは評価できる。普及しないのは普及施策の不十分さ故」（橋本）[65]と主張している例もある。
- 日銀の勘定店における現金受入においては、現行券（新券）として定量束（10把、1000枚）単位での受入のみを行う。
- ドラマ「ちゅらさん」で、主人公の兄の親友にして上司の島袋正一（川田広樹）が主人公の息子・上村和也（鈴木翔吾）に渡したお年玉がそれであった。当時の沖縄県民は「守礼門のある二千円札を遣おう」と思っていたのと、また手ごろな相場と考えられたと思われる。

## 変遷
- 2000年（平成12年）4月26日：D二千円券の様式を制定[6]。
- 2000年（平成12年）7月19日：D二千円券発行開始[6]。図柄は守礼門と『源氏物語絵巻』「鈴虫」、紫式部。

前述の通り2000年度（平成12年度）と2003年度（平成15年度）に製造された限りで、これ以降は国立印刷局による新規製造が行われていないが、法定通貨として有効である。他券種がE号券・F号券に改刷された後も、二千円紙幣に限りD号券が日本銀行から引き続き発行されている。